# 두사부일체
《두사부일체》(한자: 頭師父一體, 영어: My Boss, My Hero)는 제니스엔터테인먼트에서 제작된, 대한민국의 코미디 액션영화이다. 조직폭력배 소속 건달이 학교로 가면서 벌어지는 일들을 다룬 영화이다. 후속작은 《투사부일체》가 개봉되었다. 제목 '두사부일체'는 '임금, 스승, 아버지의 은혜는 다 같다'라는 뜻의 '군사부일체'(君師父一體)에서 따 왔다.

## 개요
2001년 제니스엔터테인먼트와 필름지에서 제작하였다. 감독, 각본은 윤제균이 맡아 공동 집필하였으며  고등학교에 전학 온 학생이 벌어지는 사건을 코믹하게 묘사하였는데 해당 영화 제작이 만화 《차카게 살자》와 유사하다는 지적이 있어 이 작품의 그림 담당 신인철 작가 등이 제작사 제니스엔터테인먼트 등을 상대로 영화제작 등 금지가처분 신청을 서울지법에 냈다.

## 등장 인물

### 중심 인물
- 계두식 : 정준호
- 김상두 : 정웅인
- 대가리 : 정운택
- 이윤주 : 오승은
- 영어교사 이지선 : 송선미
- 수학교사이자 담임교사 조봉팔 : 박준규

### 주변 인물
- 양동팔 : 강성필
- 교장 상춘만 : 기주봉
- 살살이 : 윤문식
- 바바리맨 : 고명환
- 박경실 : 최유란
- 김지혜 : 박탐희
- 허리수 : 이대학

### 그 외 인물
| - 동팔 꼬봉 1 : 김효열 - 동팔 꼬봉 2(양정직) : 조달환 - 동팔 꼬봉 3 : 김경훈 - 지혜 꼬봉 1 : 이승민 - 지혜 꼬봉 2 : 하소영 - 대가리 꼬봉 1 : 정경호 - 대가리 꼬봉 2 : 강재섭 - 대가리 꼬봉 3 : 노성준 - 대가리 꼬봉 4 : 이종관 - 대가리 꼬봉 5 : 이조홍 - 상두 꼬봉 1 : 이영빈 - 상두 꼬봉 2 : 이현조 - 신강남파 보스 : 임세호 - 명동파 보스 : 지대한 - 강매남 : 손병희 - 종로파 보스 : 이재구 - 신촌파 보스 : 성준용 - 지혜 모 : 민병애 - 상두 부 : 윤관용 - 명동파 부두목 : 서장석 - 양심 교사 1 : 최시연 - 양심 교사 2 : 송광수 - 양심 교사 3 : 남현 - 양심 교사 4 : 이정섭 | - 양심 교사 5 : 김희진 - 윤주 친구 1 : 김민정 - 윤주 친구 2 : 김나영 - 윤주 친구 3 : 김미화 - 반학생 : 주호 - 반학생 : 박성훈 - 반학생 : 정진호 - 반학생 : 박은실 - 반학생 : 계윤수 - 반학생 : 김혁진 - 반학생 : 임현진 - 매점녀 : 김태정 - 담배가게 주인 : 배장수 - 담배가게 아저씨 : 이경원 - 룸싸롱 아가씨 1 : 이오비 - 룸싸롱 아가씨 2 : 최진숙 - 룸싸롱 아가씨 3 : 임주원 - 지도 교수 : 나재균 - 인턴 : 김필수 - 간호사 : 조수아 - 일식집 주방장 : 양승병 - 새 영어 선생님 : 임수경 - 혁삼 꼬봉 : 심경민 |

### 우정 출연
- 두식 보스 : 김상중
- 혁삼 : 임창정
- 성북파 보스 : 배중식

## 제작진
| - 감독, 각본 : 윤제균 - 조감독 : 이덕희 - 연출부 : 임병훈, 김태곤, 이경원 - 스크립터 : 김미선 - 각색 : 하원준, 김윤희 - 촬영 : 황철현 - 촬영부 : 김용철, 유병채, 홍성진, 이규학, 백운홍, 원종혁 - 조명 : 원명준 - 조명부 : 이동규, 이병훈, 김바다, 윤효정, 박남민, 명규일, 송경혁, 강량구 - 스틸 : 포스터, 김재성, 지윤미 - 기획 : 김두찬 - 프로듀서 : 김위진 - 제작 : 김두찬, 이효승, 조윤호 - 제작부 : 김진상, 정성일, 이동기, 김병곤, 박성이 - 제작회계 : 강은경, 오정애 - 동시녹음 : 최재호 - 사운드믹싱 : 박덕수 - 음향효과 : 김필수 - 음악 : 이욱현 - 미술 : 정용관 - 특수효과 : 김태용 - 특수분장 : 김지영, 원영요 - 시각효과 : 조성배, 백정아, 이동혁, 이영래, 전호일, 전흥재 - 분장 : 김영숙, 장수은, 황진자, 유윤경 - 의상 : 임은미, 이하영, 김세미 - 헤어 : 최가을, 김현희 - 편집 : 김선민 - 네가편집 : 이수연, 남나영 - 편집어시스트 : 노유정 | - 무술감독 : 임세호 - 스턴트 : 정봉연, 이낙준, 장세준, 심재원, 오상수, 김민수, 양길영, 허율, 이상섭, 장태형, 금종택, 김영호, 박상욱, 심재웅, 김신웅, 정장현, 김순홍, 김진호, 양정출, 김원중, 임유석, 박주천, 김형민, 이형길, 김용빈, 김철구, 김병오, 양태열, 조수아 - 현상 : 허리우드현상소 - 텔레시네 : 와이드비젼 - 메이킹 : 홍석희 - 마케팅 : 서정 - 미술팀 : 류선광, 오영두, 김준 - 헤어 : 최가을, 김현희 - 대사편집 : 이명환 - ADR편집 : 이해경 - 녹음부 : 지장주, 김혜련 - 작곡 : 김장원, 김은혜 - 오케스트라지휘 : 양재우 - 오케스트라 : 예고씨네 오케스트라 - 예고편 : 메스메스에이지 - 액션수퍼바이저 : 용이 - 윤색 : 김윤희 - 온라인마케팅 : 모비존 - 홍보 마케팅진행 : 정정임, 강지연 - 콘티 : 송광호, 정치균 - 스토리 : 박철, 한동수, 마명희, 이현정, 남궁은정, 김진경, 김연상, 김성윤 - 특수장비 : 영상시대 - 운송 : 신순식, 정진우 - 발전차 : 이상인 - 필름 : 서울필름 - 타이틀제작 옵티칼 : 쿠알라프로덕션 - 카메라지자재 : 영화진흥위원회, 민양기, 김동주 - 보조출연 : 한빛예술 - 디자인 : 디자인21 |

## 제작영화사
- 제작사 : 제니스엔터테인먼트, 필름지
- 투자사 : 이코리아, 갑 엔터테인먼트, 심마니
- 배급 : CJ 엔터테인먼트

## 사운드 트랙
| #   | 제목                                  | 가수   | 재생 시간 |
| --- | ------------------------------------- | ------ | --------- |
| 1.  | 〈Prologue〉                          | 이욱현 | 1:18      |
| 2.  | 〈너의 곁에〉                         | 안젤로 | 3:55      |
| 3.  | 〈I Stay With You〉                   | 쥬얼리 | 4:40      |
| 4.  | 〈스승의 은혜 (Ballad Ver.)〉         | 안젤로 | 1:01      |
| 5.  | 〈눈물 (Piano Version)〉              | 이욱현 | 2:30      |
| 6.  | 〈약속 (Piano Version)〉              | 이욱현 | 2:21      |
| 7.  | 〈아픔 (Piano Version)〉              | 이욱현 | 3:42      |
| 8.  | 〈Sutie For Cello No.2 (Cello Ver.)〉 | 이욱현 | 5:14      |
| 9.  | 〈I Stay With You〉                   | 이욱현 | 2:30      |
| 10. | 〈너의 곁에 (Cello Solo)〉            | 이욱현 | 3:58      |
| 11. | 〈Good-Bye (Cello & Piano)〉          | 이욱현 | 2:45      |
| 12. | 〈고백 (Orchestra Version)〉          | 이욱현 | 2:24      |
| 13. | 〈반전 (Orchestra Version)〉          | 이욱현 | 2:01      |
| 14. | 〈결투 (Orchestra Version)〉          | 이욱현 | 1:50      |
| 15. | 〈스승의 은혜〉                       | 안젤로 | 1:04      |
| 16. | 〈꼬마 달건이〉                       | 원썬   | 4:19      |

## 같이 보기
- 투사부일체
- 상사부일체
- 상문고등학교